# Brattøy
Brattøy (englisch Abrupt Island) ist eine Insel von rund 800 m Durchmesser, die etwa 3 km östlich der Insel Langøy sowie nahe der Ostseite der Inselgruppe Øygarden und der Edward-VIII-Bucht vor der Küste des antarktischen Kemplands liegt.
Norwegische Kartografen erfassten sie anhand von Luftaufnahmen, die bei der Lars-Christensen-Expedition 1936/37 entstanden. Ihre „plötzliche“ Entdeckung gab ihr ihren Namen. Nach einer Vermessung, die Wissenschaftler der Australian National Antarctic Research Expeditions im Jahr 1954 durchführten, übertrug das Antarctic Names Committee of Australia (ANCA) die norwegische Benennung ins Englische.